# تاریخ زنان در مهندسی

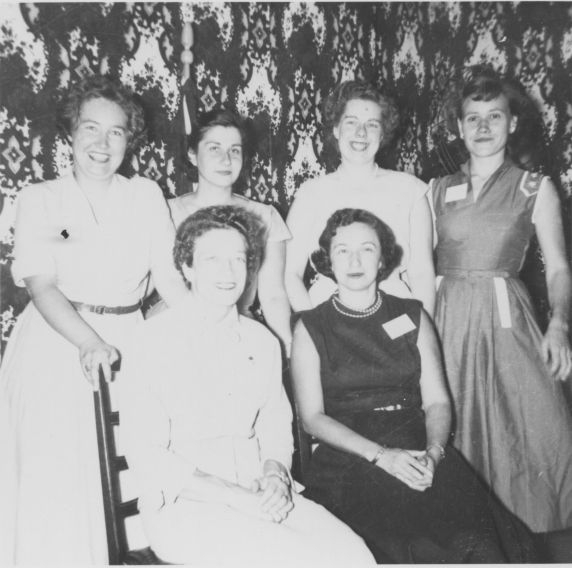
جلسه هیئت مدیره انجمن مهندسین زن در سال ۱۹۵۳.

تاریخچه زنان به عنوان طراح و سازنده ماشین آلات و سازه‌ها پیش از پیشرفت مهندسی به عنوان یک حرفه است. پیش از ایجاد اصطلاح «مهندس» در قرن یازدهم، زنان به پیشرفت تکنولوژیکی جوامع در سراسر جهان کمک کرده بودند. تا قرن نوزدهم، زنانی که در کارهای مهندسی شرکت می‌کردند، غالباً آموزش ریاضی یا علمی می‌دیدند. ایدا لاولیس قبل از شروع همکاری با چارلز ببیج در موتور تحلیلی وی که به عنوان «اولین برنامه‌نویس رایانه» به وی اعطا می‌شود، در ریاضیات تحصیل کرده‌است. در سال‌های اولیه قرن ۲۰، تعداد بیشتری از زنان در برنامه‌های مهندسی پذیرفته می‌شدند، اما مردان در بخش‌های خود به‌طور کلی به آن‌ها به عنوان ناهنجاری نگاه می‌کردند.

اولین دانشگاهی که لیسانس مهندسی برای زنان در دانشگاه اعطا کرد، دانشگاه کالیفرنیا، برکلی بود. الیزابت براگ در سال ۱۸۷۶ لیسانس مهندسی عمران شد و به عنوان اولین مهندس زن در ایالات متحده درآمد. پیش از قرن نوزدهم، بسیار نادر بود که زنان در هر رشته‌ای مدرک لیسانس بگیرند زیرا به دلیل اختلاف جنسیت، فرصت ثبت نام در دانشگاه‌ها را نداشتند. برخی از دانشگاه‌ها از اوایل دهه ۱۸۰۰ پذیرش زنان را در کالج‌های خود آغاز کردند و از اواسط دهه ۱۸۰۰ آنها را در کلیه برنامه‌های دانشگاهی از جمله مهندسی پذیرفتند.
در ایالات متحده، ورود به جنگ جهانی دوم کمبود جدی استعداد مهندسی را ایجاد کرد، زیرا مردان به نیروهای مسلح اعزام شدند. برای رفع این کمبود، ابتکاراتی مانند آموزش مهندسی جنرال الکتریک برای زنان دارای مدرک ریاضی و فیزیک و برنامه مهندسی کورتیس-رایت در میان سایر فرصت‌های جدیدی را برای زنان در مهندسی ایجاد کرد. کورتیس-رایت با دانشگاه کرنل، دانشگاه ایالتی پنسیلوانیا، دانشگاه پردو، دانشگاه مینه‌سوتا، دانشگاه تگزاس در آستین، مؤسسه پلی‌تکنیک رنسلیر و دانشگاه ایالتی آیووا برای ایجاد یک برنامه درسی مهندسی که ده ماه به طول انجامید و بیشتر روی طراحی و تولید هواپیما تمرکز داشت، همکاری کرد.
در این مدت، حملات عمومی به مهندسین زن کم بوده‌است. به‌طور عمده، این حملات در داخل مؤسسات مسکوت مانده بود، زیرا زنان برای تغییر شکاف جنسیتی بین مردان و زنان در زمینه مهندسی، فشارهای تهاجمی فشار نمی‌آوردند. دلیل دیگر محرمانه ماندن این «حملات» به این دلیل است که مردان معتقد بودند غیرممکن است مهندسی به عنوان یک رشته مردسالار متوقف شود.
نقش زنان در نیروی کار، به ویژه در زمینه‌های مهندسی، در دوره پس از جنگ جهانی دوم بسیار تغییر کرد. از آنجا که زنان در سنین بعدی ازدواج کردند، فرزندان کمتری داشتند، بیشتر طلاق می‌گرفتند و وابسته به نان آور برای حمایت اقتصادی نبودند، علی‌رغم اینکه حقوقشان کمتر از مردان بود، در نیروی کار مهندسی نیز فعال‌تر می‌شدند.
زنان همچنین نقش مهمی در برنامه‌نویسی انیاک (ENIAC] از زمان ساخت آن در طول جنگ جهانی دوم تا چند دهه آینده داشتند. برنامه نویسان زن انیاک که در ابتدا در سال ۱۹۴۳ توسط ارتش استخدام شدند، پیشرفت‌های چشمگیری در تکنیک‌های برنامه‌نویسی، مانند اختراع نقاط شکست، که اکنون یک ابزار رفع اشکال استاندارد است، داشتند.
علاوه بر کمبود مهندس در زمان جنگ، تعداد زنان در رشته‌های مهندسی به دلیل افزایش تدریجی دانشگاه‌های دولتی که دانشجوی دختر می‌پذیرند، افزایش یافت. به عنوان مثال، جورجیا تک در سال ۱۹۵۲ شروع به پذیرش دانشجویان دانشجوی مهندسی می‌کند، در حالی که مدرسه پلی‌تکنیک در پاریس، یک مؤسسه برتر مهندسی فرانسه، در سال ۱۹۷۲ دانشجویان زن را پذیرش می‌کند.
در نتیجه، نقش‌های کلیشه‌ای جنسیتی به دلیل وضوح صنعتی شدن تغییر کرده‌است.